# C.Sathish Kumar
C. Sathish Kumar  (30 de junio de 1957 (67 años) es un botánico indio, y destacado especialista orquideólogo.
Es investigador en "Tropical Botanical Garden & Research Institute, de Pacha Palode, Trivandrum; y lo hace desde que se une al Dr. Prof. Manilal en 1981. Es vicecatedrático de "Indian Subcontinent Regional Orchid Specialist (ISROSG) Grupo de IUCN/SSC. 

## Algunas publicaciones
- Manilal, KS; CS Kumar. 1983. A new species of Liparis (Orchidaceae) from India. Pl.Syst.Evol. 145; 155-158

- Kumar, CS; KS Manilal. 1986. Nomenclatural Changes in Two Indian Orchids. Taxon, 35: 719-720

- Sivadasan, M; N Mohanan; CS Kumar. 1989. Pothos crassipedunculatus, a new species of Pothos sect. Allopothos (Araceae) from India. Pl.Syst.Evol. 168; 221-225

- Manilal, KS; CS Kumar. 1994. A Catalogue of Indian Orchids . Ed. Bishen Singh Mahendra Pal Singh, 162 pp., 64 palnchas. ISBN 81-211-0100-X

- Manilal, KS; G Seidenfaden; CS Kumar. 2004. Orchid Memories: A Tribute to Gunnar Seidenfaden. Ed. Indian Ass. Angiosperm Tax. (IAAT), xiii, 265 pp. 96 planchas. ISBN 81-900324-6-1

- Kumar, CS; FN Rasmussen. 2007. Cheirostylis seidenfadeniana sp. nov. (Orchidaceae) from India. Nordic J.Bot. 7, 4: 409-411

- Suraj Parkash Vij, Jagdeep Verma, C. Sathish Kumar. 2013. Orchids of Himachal Pradesh. 275 pp. ISBN 8121108624, ISBN 9788121108621
- La abreviatura «C.S.Kumar» se emplea para indicar a C.Sathish Kumar como autoridad en la descripción y clasificación científica de los vegetales.[1]